# 스코티시 프리미어리그
스코티시 프리미어리그(Scottish Premier League, SPL)는 스코틀랜드에서 최상위 레벨의 프로축구 대회였다. 2013년 폐지되고 스코티시 프로페셔널 풋볼리그(Scottish Professional Football League, SPFL)의 최상위 디비전인 스코티시 프리미어십이 되었다. 스코틀랜드에서는 다른 유럽의 국가보다 자국 리그를 가장 많이 시청하는 것으로 알려져 있다. 2013-14시즌부터 스코틀랜드 프로페셔널 풋볼 리그(Scottish Professional Football League, SPFL)에 통합되어 SPFL의 1부 리그인 스코티시 프리미어십으로 개칭하였다.
1998-99시즌부터 지금까지 총 17개의 클럽이 스코틀랜드 프리미어십에서 경쟁해왔다. 그러나 오직 두 팀만이 우승을 하였는데, 그 팀은 셀틱 FC (6회 우승) 과 레인저스 FC (5회 우승)이다.
이전에는 스코틀랜드 풋볼 리그라는 리그가 최상위 리그였다. 이 리그는 디비전1과 디비전2로 구성되어 있었다. 각 디비전간에는 승격과 강등이 이루어졌다. 그러나 1970년대 중반에 이 리그는 활기가 없다는 사실을 인정하고, 리그를 세 디비전으로 나누었다. 프리미어 디비전 (이전의 디비전1), 1부 리그 (이전의 디비전2), 그리고 새롭게 생겨난 2부 리그로 나뉜 리그는 1975-76시즌부터 시작되었다.
이 구성은 1994-95시즌에 3부 리그가 새롭게 생겨날 때까지 계속되었다. 각 디비전은 10개의 클럽으로 구성되게 되었다.
1998년에 프리미어 디비전에 속해있는 클럽들은 스코틀랜드 풋볼리그에서 갈라져서 잉글랜드가 1992-93시즌에 프리미어리그를 만든 것을 예로 삼아 새로운 스코틀랜드 프리미어리그를 만들기로 결정하였다. 스코틀랜드 프리미어리그는 10개의 클럽으로 시작했으나, 2000-01시즌에 12개로 늘렸다.

## 2011-12 시즌 SPL 멤버
- 애버딘 FC
- 셀틱 FC
- 던디 유나이티드 FC
- 던펌린 애슬레틱 FC (2010-2011 스코틀랜드 풋볼리그 1부 우승)
- 하츠 FC
- 하이버니언 FC
- 세인트 존스턴 FC
- 킬마녹 FC
- 마더웰 FC
- 레인저스 FC(2010-2011 시즌 우승)
- 세인트 미렌 FC
- 인버네스 캘리도니언 시슬 FC

## 리그 방식
1. 먼저 여기에 나온 12팀이 경쟁을 벌인다.(33라운드까지)
2. 일정 시즌이 지나고 나면, 정규리그 우승 팀이 결정난다.
3. 그 시점부터 리그가 2개로 나뉘는데 12팀이니 6:6으로 챔피언십리그와 강등 리그로 나뉜다.(38라운드까지)
4. 챔피언십리그에서 1위를 한팀이 최종우승을 하게 되고, 강등 리그에서의 최하위(6위팀)이 디비전 1으로 강등되고 디비전 1 우승 팀이 그 자리를 메운다.

참고로 스코틀랜드의 UEFA 리그 순위가 이번 시즌이 시작되기 전만 해도 13위였다. 그러나 셀틱과 레인저스 등 모든 SPFL 팀이 2009-10 챔피언스리그와 유로파 리그에서 전멸해버리는 바람에 다음 시즌(2010-2011)부터는 벨기에나 덴마크에게 밀려 UEFA 리그 순위가 13위 밖으로 밀려날 예정이다.
이로 인해 다음 시즌부터는 SPFL에서 우승을 한다 해도 챔피언스리그 본선 무대에 직행하지 못하고 리그 2위 팀과 함께 챔피언스리그 3차 예선에 참가하게 된다. 유로파 리그는 현재 참가하는 네 팀에서 변화가 없다.
2013-2014시즌부터 스코틀랜드 리그는 다음과 같은 방식으로 진행된다.
1. 먼저 1부리그와 2부리그 각 12개 팀이 홈 & 어웨이로 22라운드를 치른다.
2. 그런 후 1부리그 1~8위까지 A 그룹, 1부리그 9위부터 2부리그 4위까지 B 그룹, 2부리그 5위부터 12위까지 C 그룹으로 편성(8개 팀 3개 그룹)하는 1·2부리그 통합 스플릿이 실시돼 각 팀당 14경기를 더 소화(팀당 총 36경기)한다.
3. A 그룹은 유럽 클럽 대항전 출전권을 위해 경쟁하고, B 그룹은 다음 시즌 1부 리그에서 플레이할 팀을 결정하기 위해 경기를 치르며, C 그룹은 2부리그 잔류를 위해 생존 경쟁을 벌인다.[2]